# ヌエバ・グラナダ共和国

ヌエバ・グラナダ共和国
República de la Nueva Granada (スペイン語)

国の標語: Libertad y Orden（スペイン語）
自由と秩序
ヌエバ・グラナダ共和国の領土

- 1. ^  奴隷制を廃止し、21歳以上の全ての男子に参政権を付与。

ヌエバ・グラナダ共和国（República de la Nueva Granada）は、主に現在のコロンビアとパナマ、そして現在のエクアドル、ペルー、ブラジル、コスタ・リカ、ベネズエラ、及びニカラグアの各一部地域から成っていた、中央集権主義の共和国である。同国は、1830年の大コロンビア解体後に建国された。1858年、グラナダ連合の形成により廃止された。